# Philogenia ferox
Philogenia ferox är en trollsländeart som beskrevs av Racenis 1959. Philogenia ferox ingår i släktet Philogenia och familjen Megapodagrionidae. Inga underarter finns listade i Catalogue of Life.